# Těšínský jazzový festival
Těšínský jazzový festival je akce, která se koná v Českém Těšíně v Kulturním a společenském středisku Střelnice  a v polském Cieszynie v Domu narodowem už od roku 1973. Organizují ji společně obě uvedená kulturní střediska. Je to převážně listopadový týden, během kterého probíhají jazzové koncerty ve dvou uvedených střediscích a ve spoustě dalších kaváren a restaurací na území obou měst. Je spojen s mezinárodní účastí osobností jak tradičního, tak moderního jazzu.

## Vznik
Těšínský jazzový festival založil Jazz Q Franze Schulhausera, který hrál ve složení Franz Schulhauser,†, Alois Suchánek, František Hovjadský, Rudolf Marek,† a Petr Litwora.  
První jazzový festival se konal 5. a 6. října 1973 v Kulturním domě, jamsession pak v klubu PZKO.
Uspořádali jej Karel Kubizna, Jan Trojak a Jiří Šindler, členové tehdejšího jazzklubu.
V roce 2018 se konal již 45. festival.

## Přehled
- Jazzový Festival 1973–1980
- Jazz Festival 1983
- Jazzový Festival 1988–1991
- Jazzový Podzim 1996–2001
- Těšínský Jazzový Festival (nyní)
- 18.–20. listopadu se koná v KaSS Střelnice 48.ročník Těšínského jazzového festivalu.

## Galerie

Těšínský jazzový festival
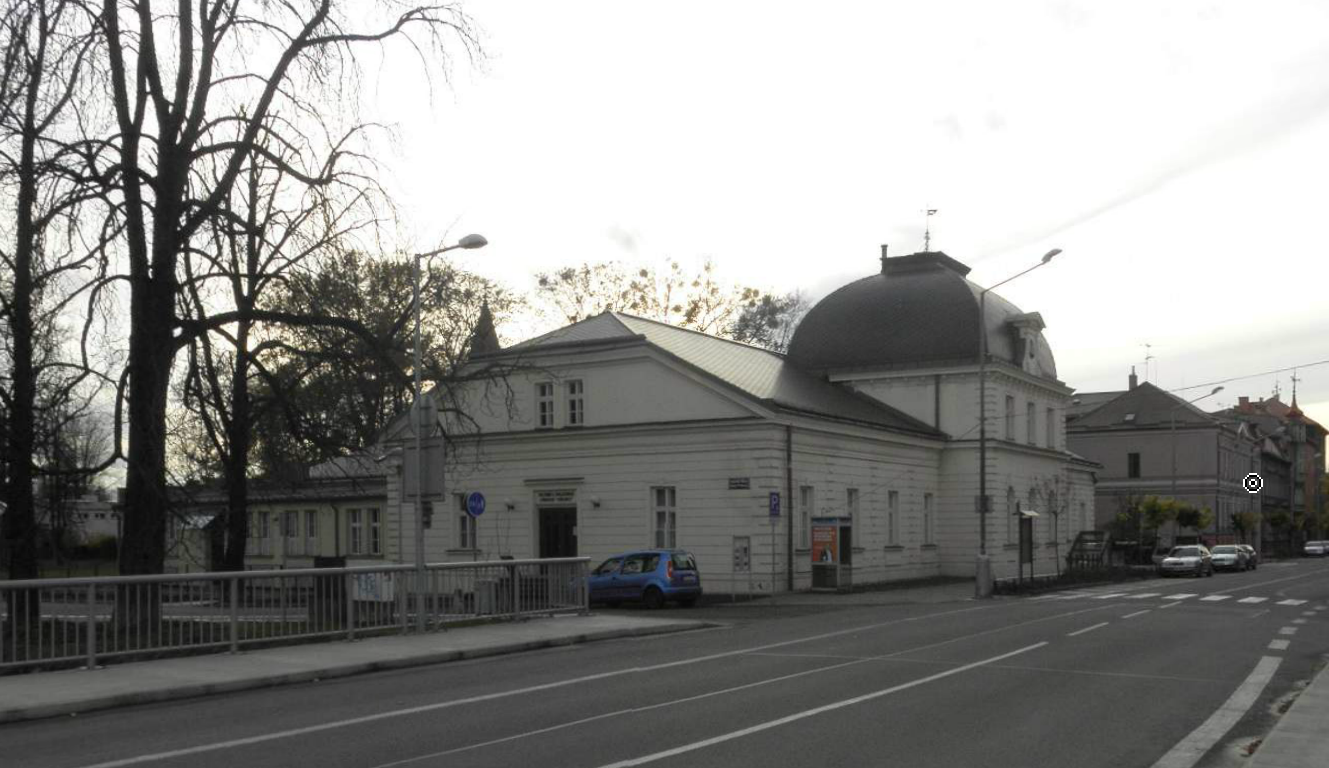
Kulturní a společenské středisko Střelnice, Český Těšín
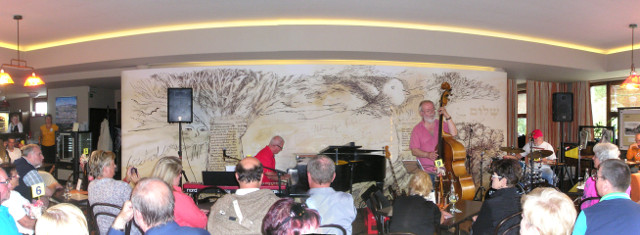
panorama z vystoupení tria Petra Litwory v kavárně Avion 2016
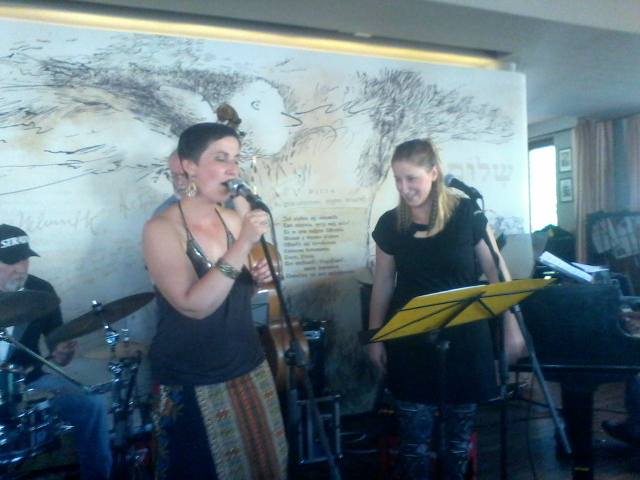
Jazzové zpěvačky Tamara Tomoszek a Daniela Dina Sedláčková v kavárně Avion
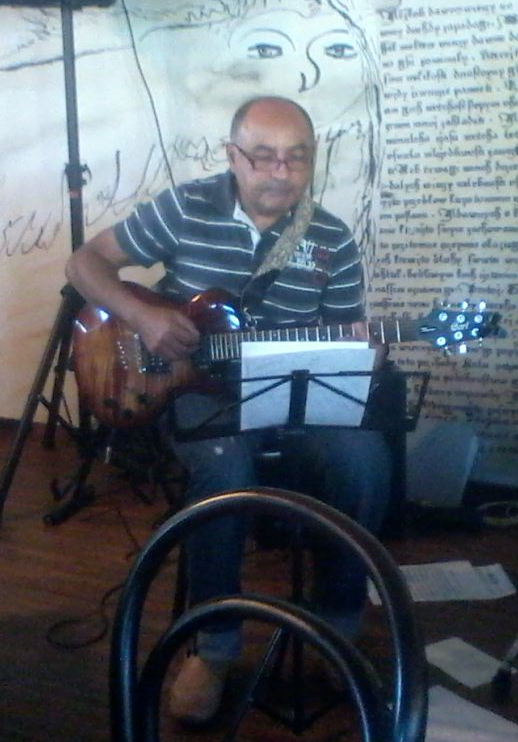
Jazzový kytarista Štěpán Gažík v kavárně Avion
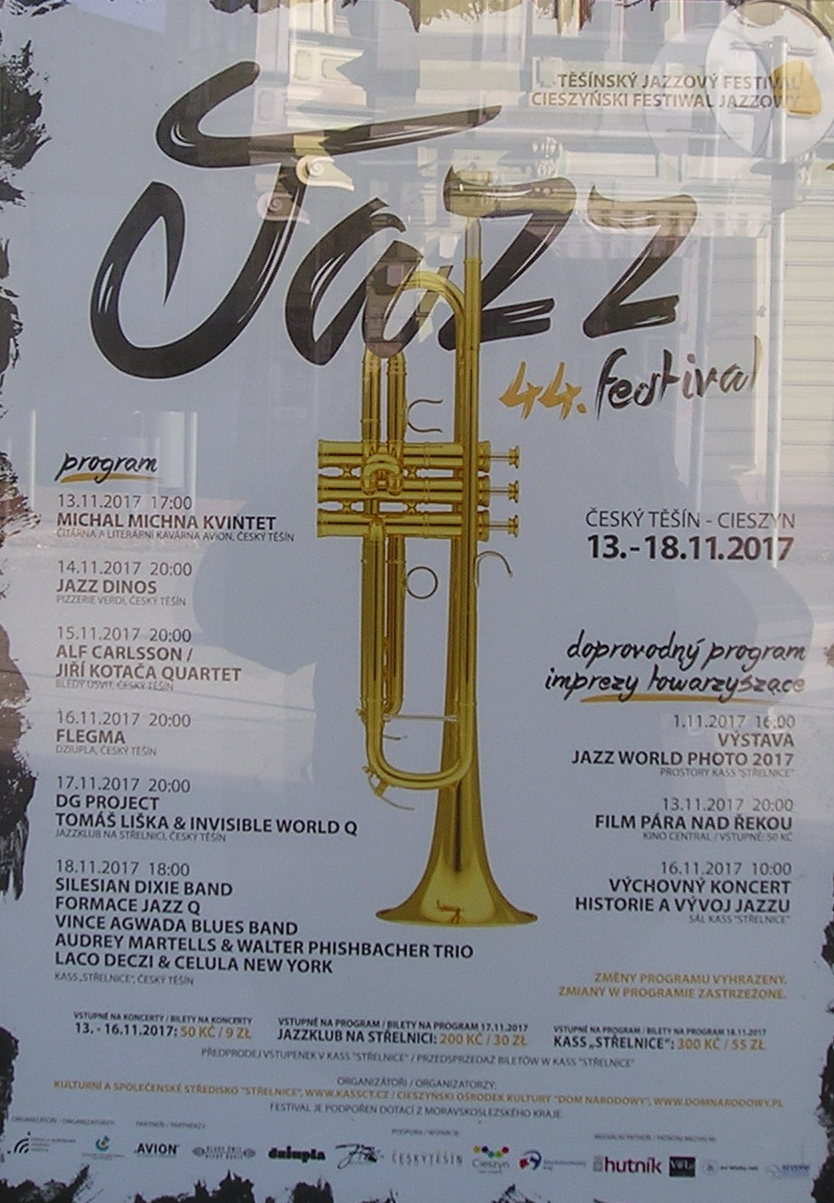
Plakát na 44. těšínský jazzový festival
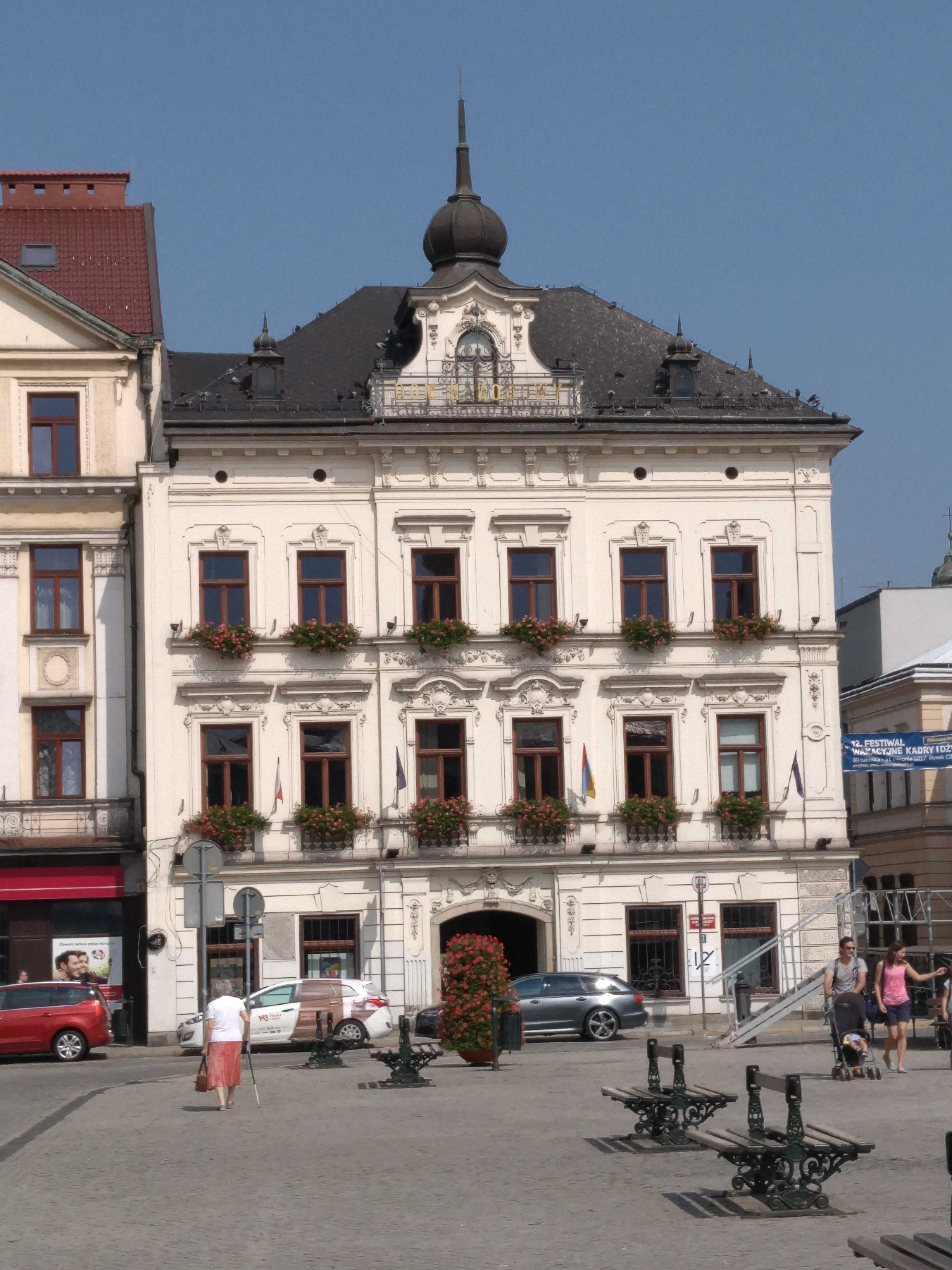
Dom Narodowy v Cieszynie
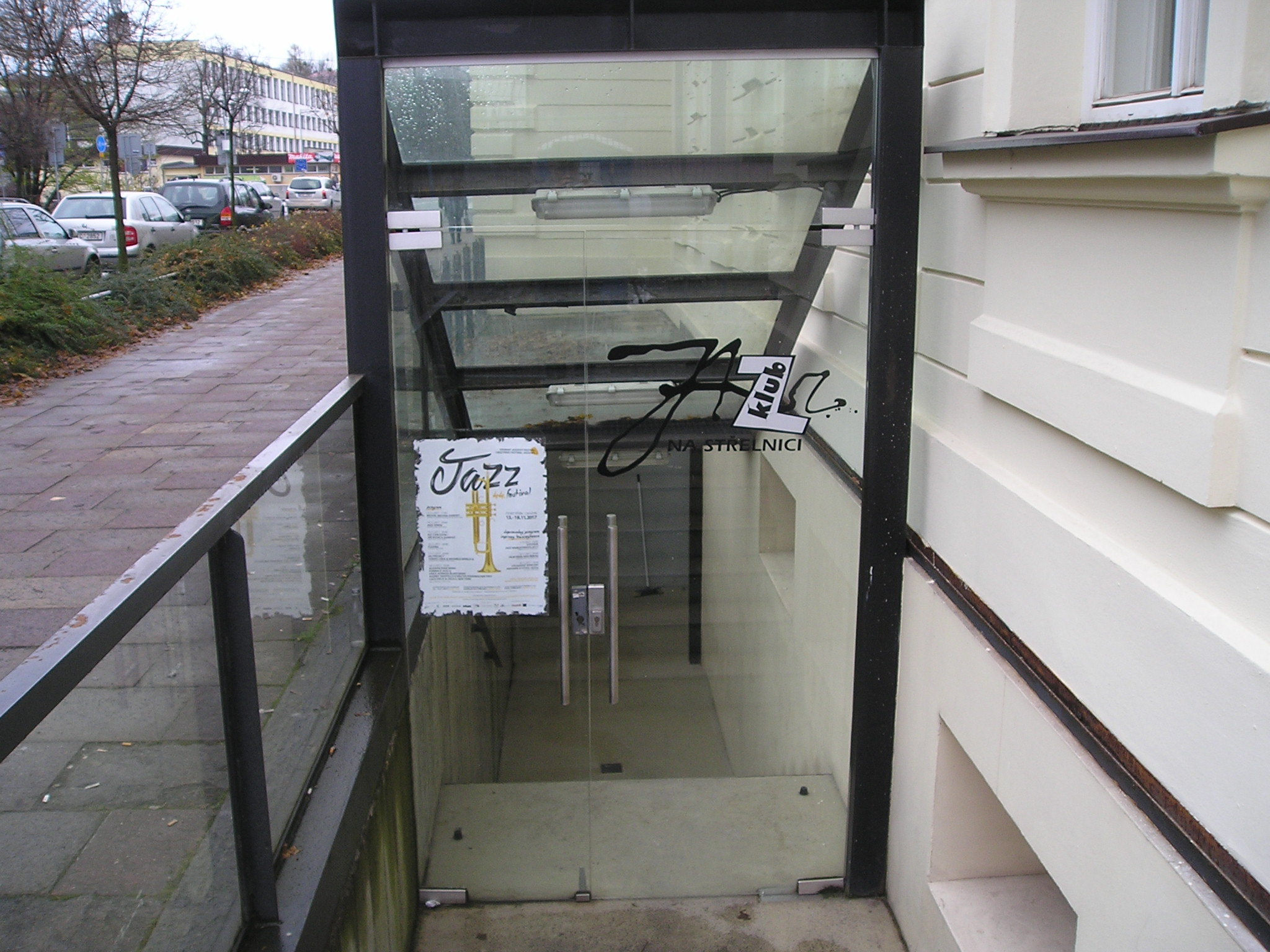
Jazzklub na Střelnici
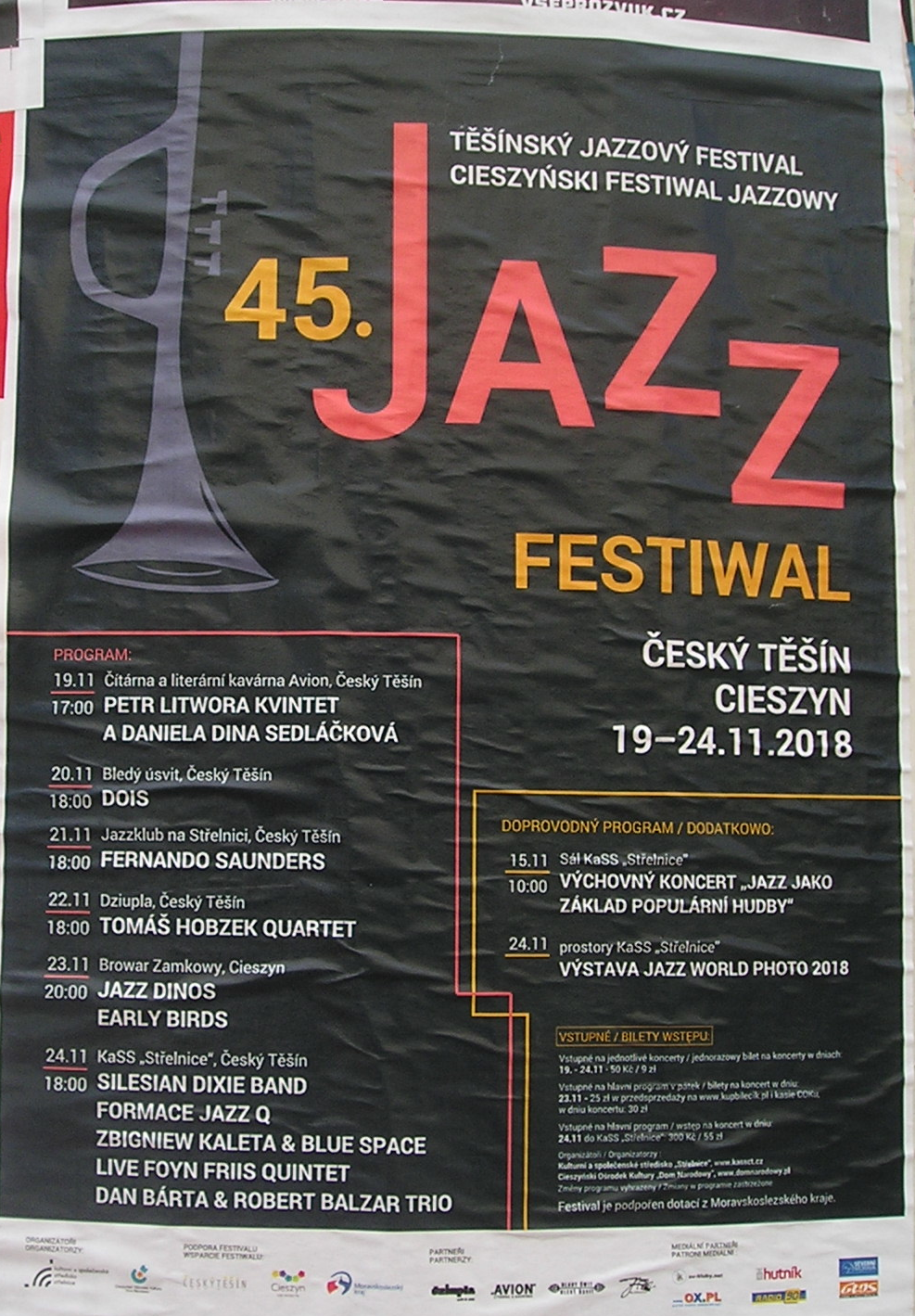
Plakát na 45. Těšínský jazzový festival
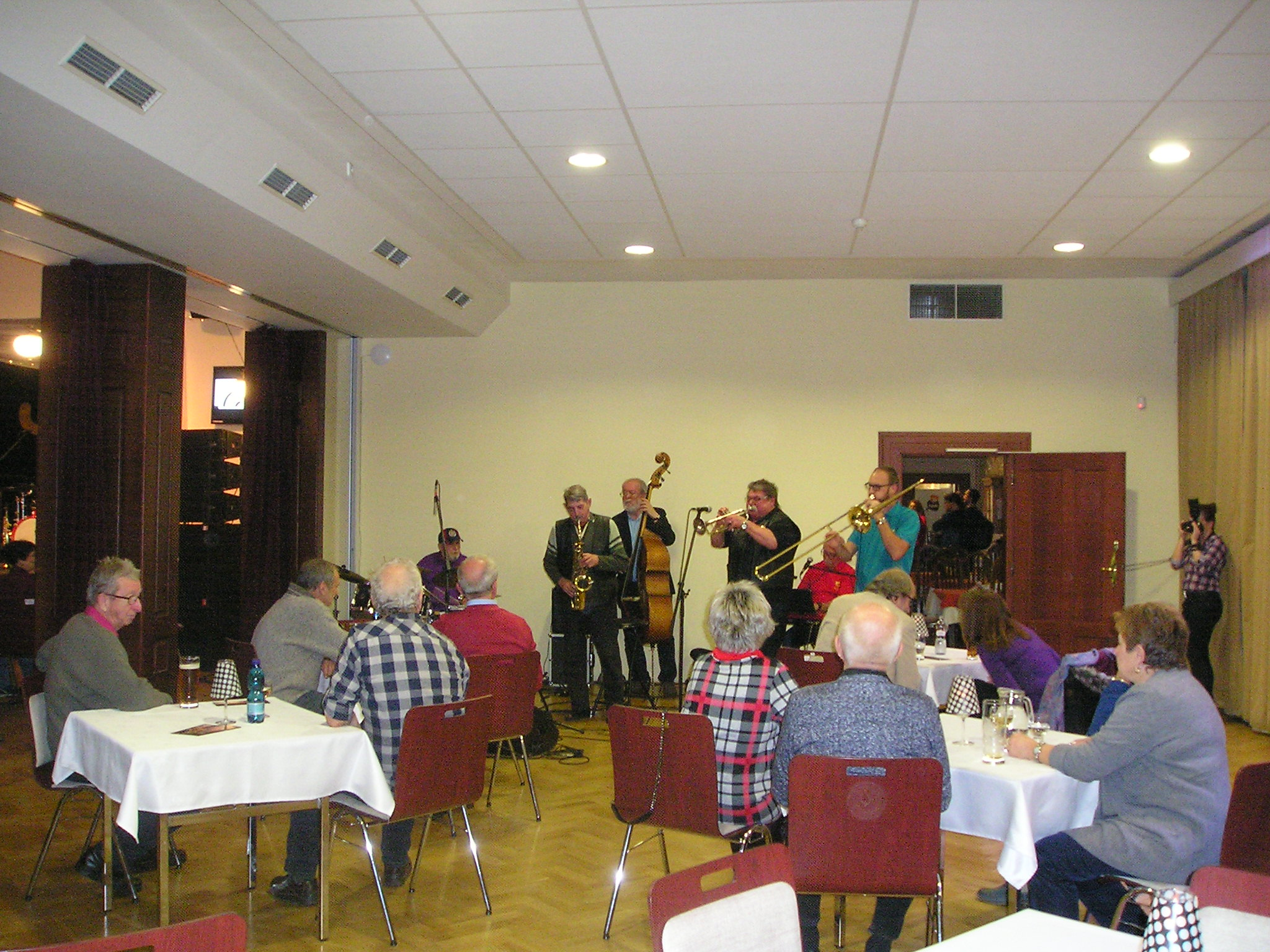
Silesian Dixie Band
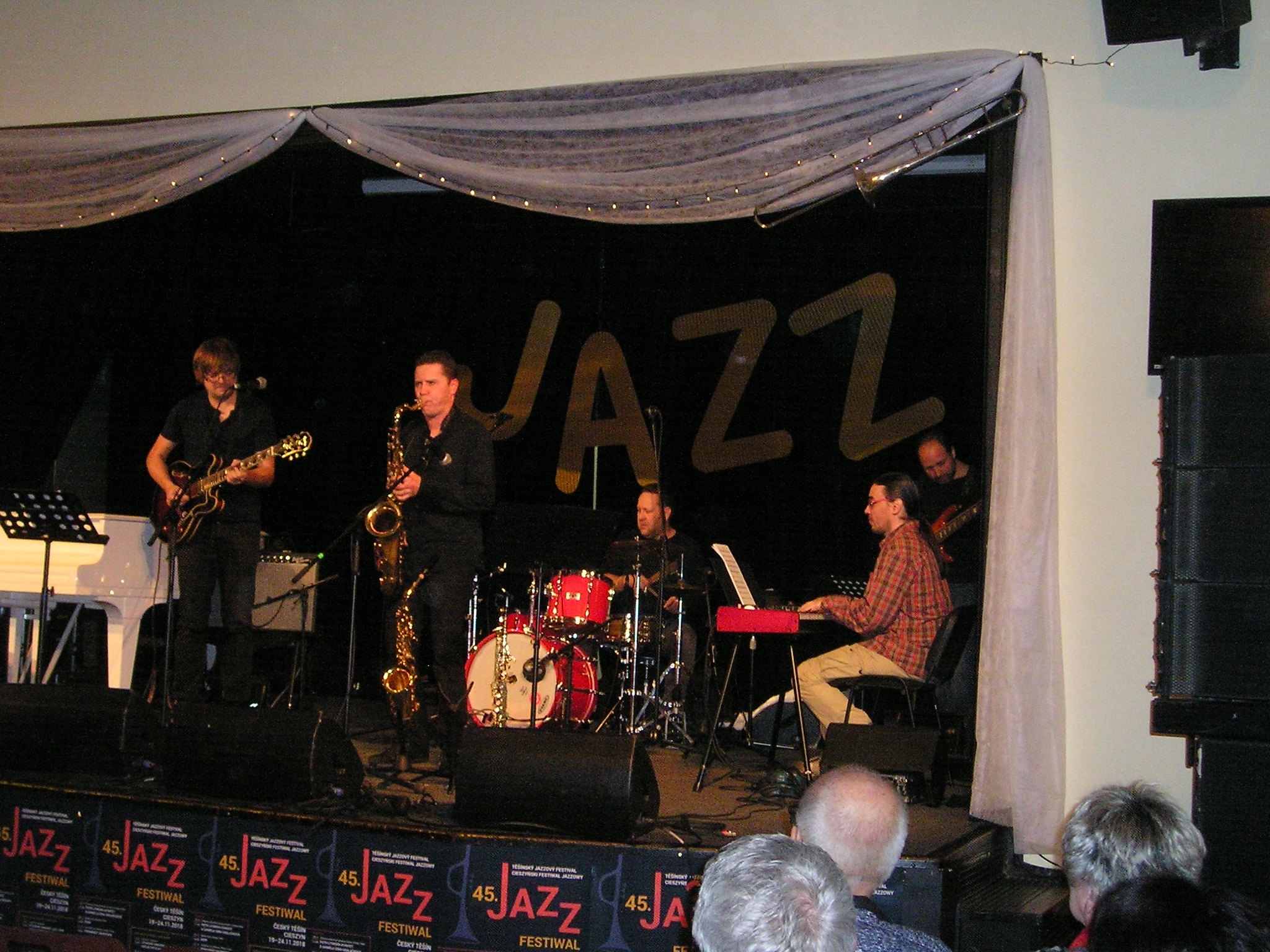
Zbigniew Kaleta & Blue Space
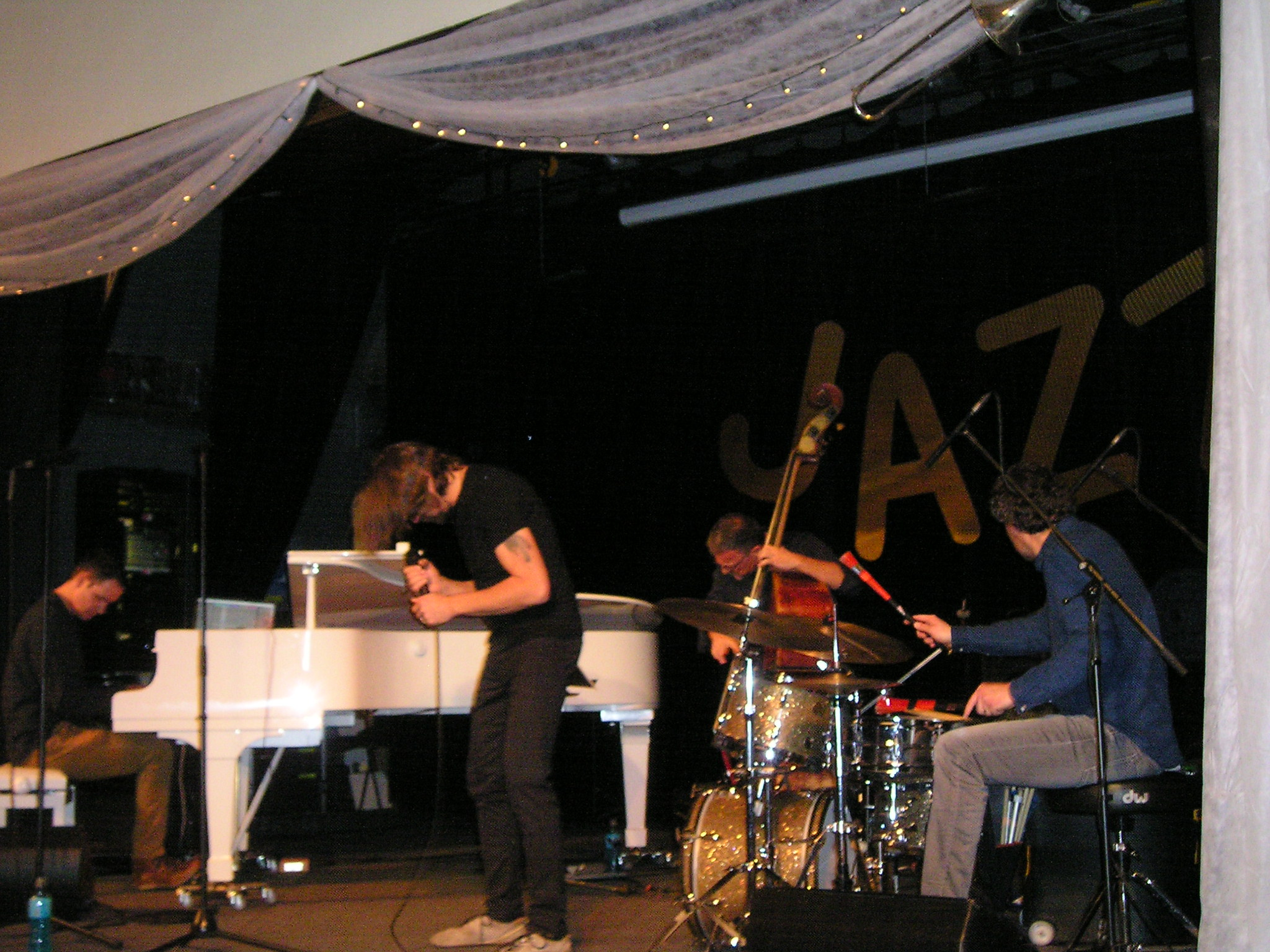
Dan Bárta & Robert Balzar Trio
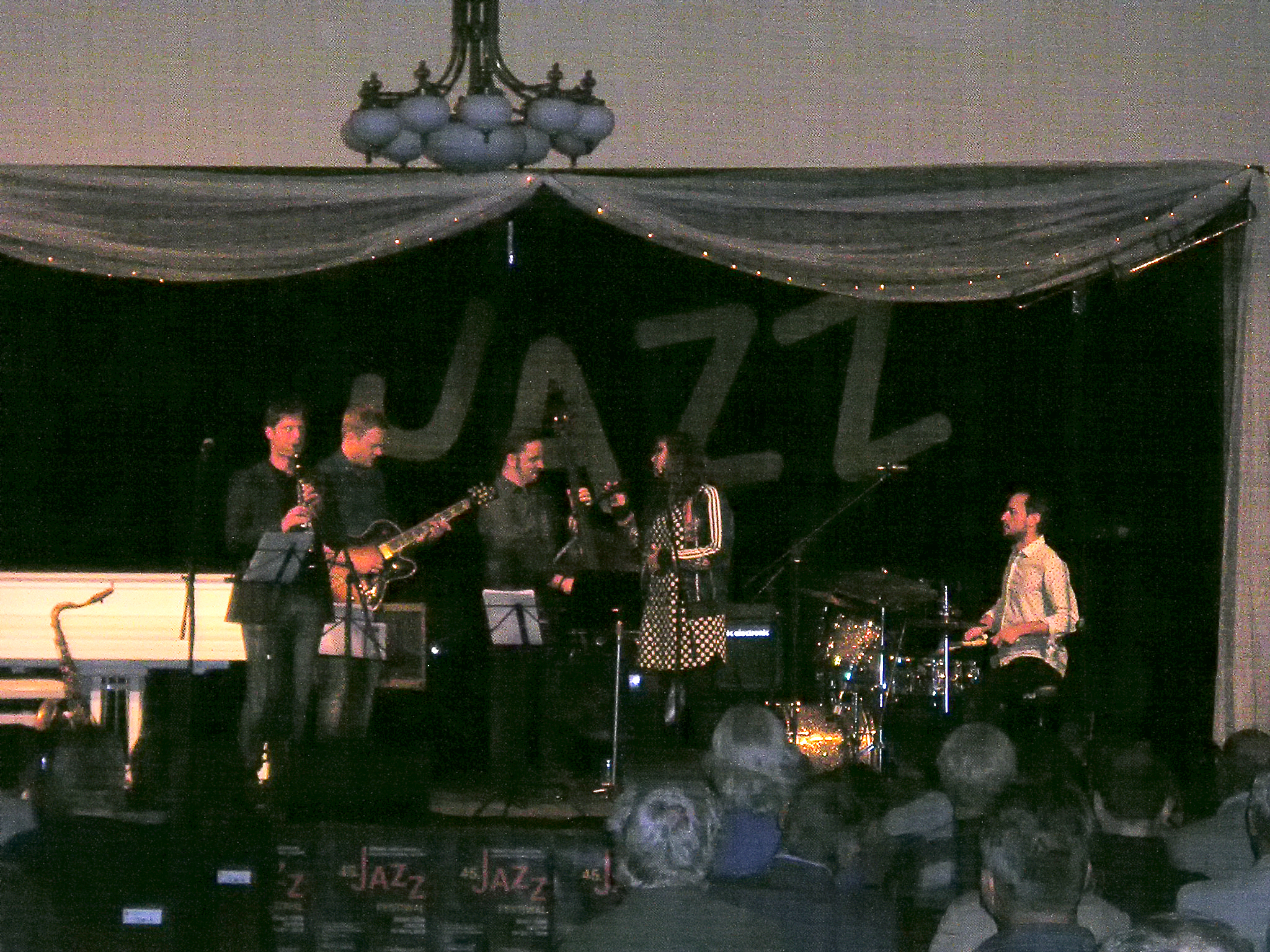
Live Foyn Friis Quintet
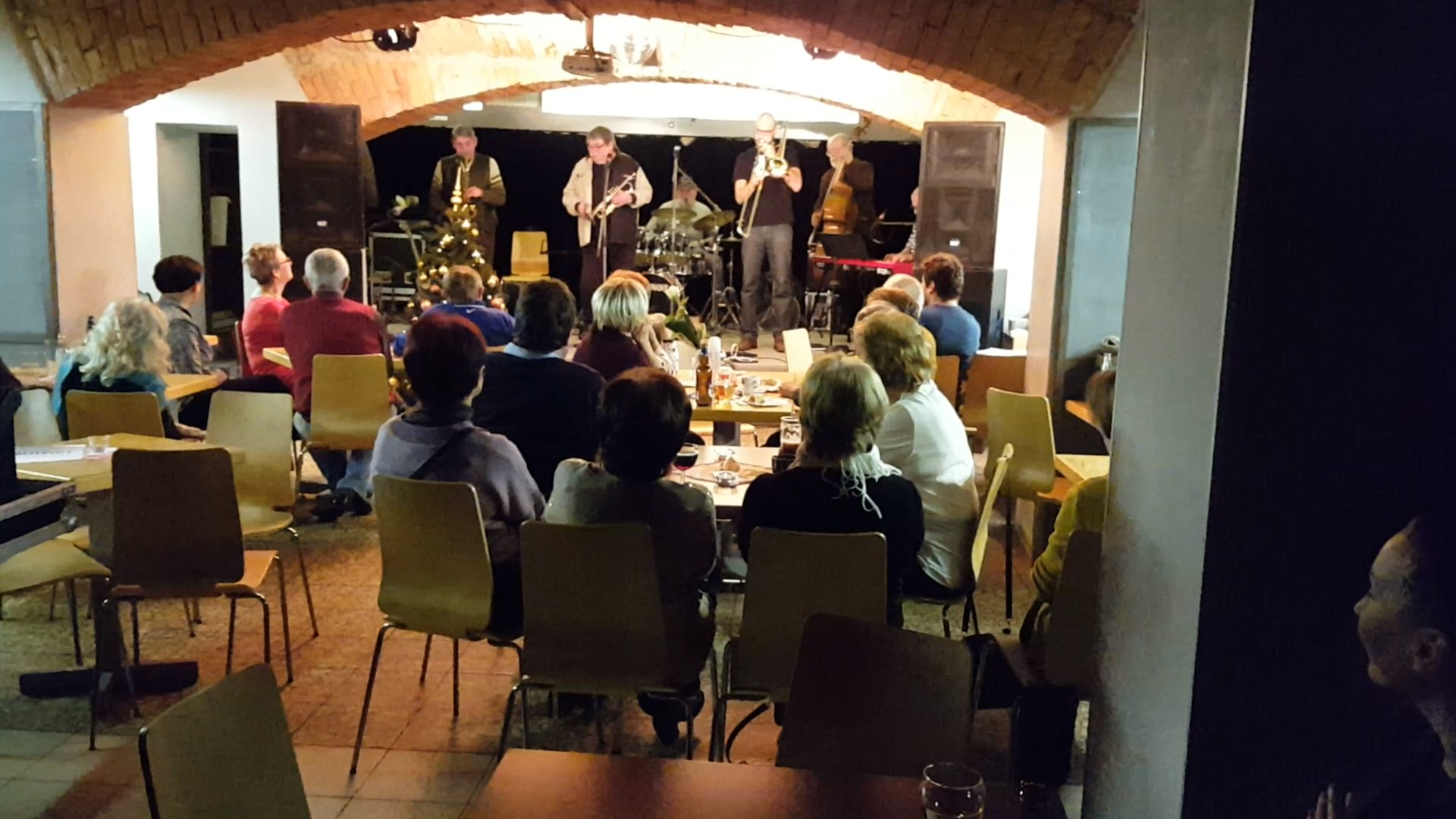
Silesian Dixie Band v Jazzklubu
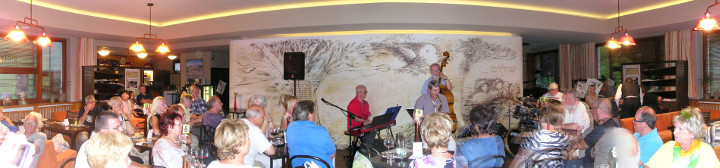
Michal Niemirski s triem Petra Litwory v kavárně Avion
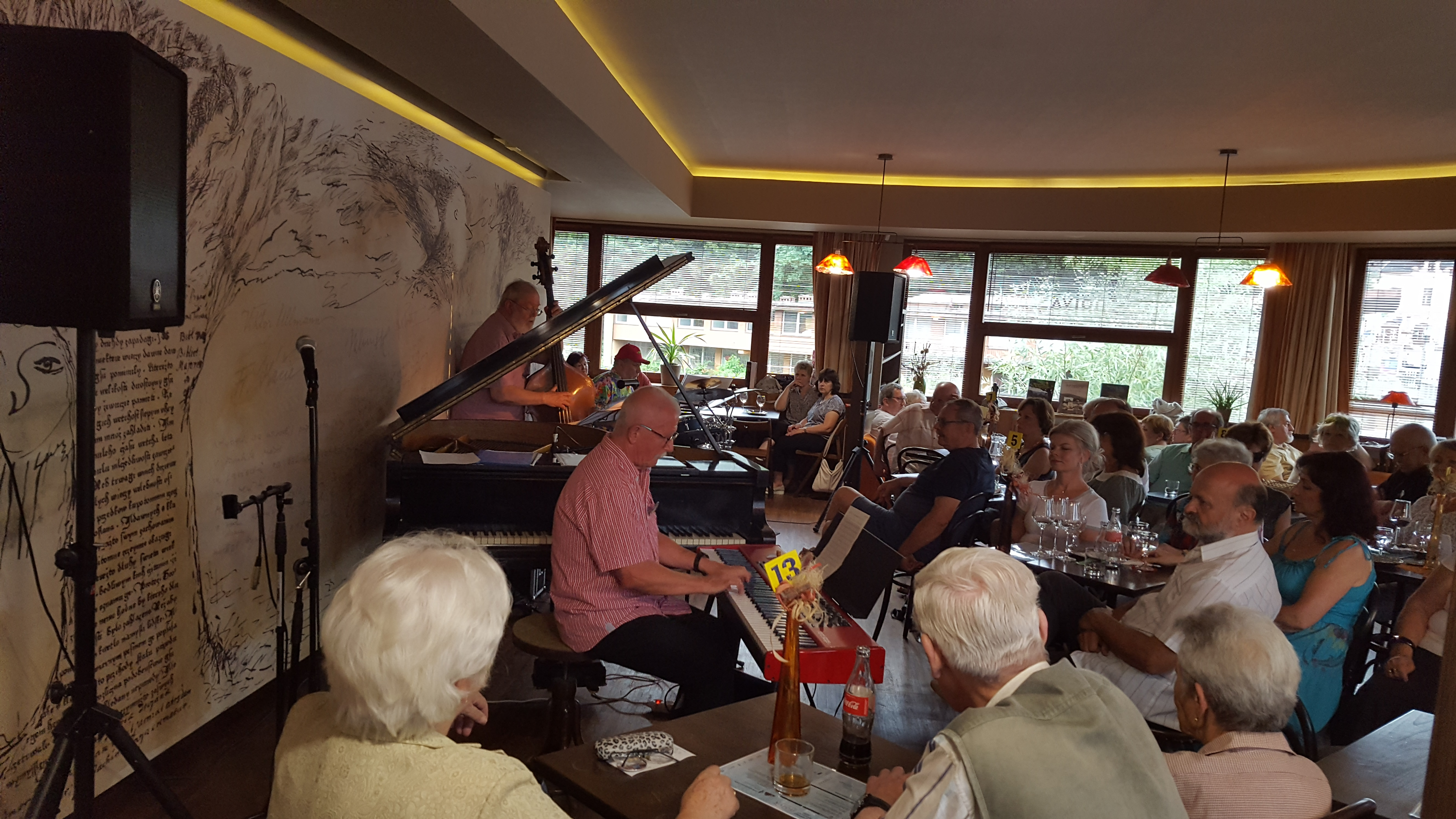
Vystoupení Jiřího Hendrycha u příležitosti jeho narozenin v kavárně Avion
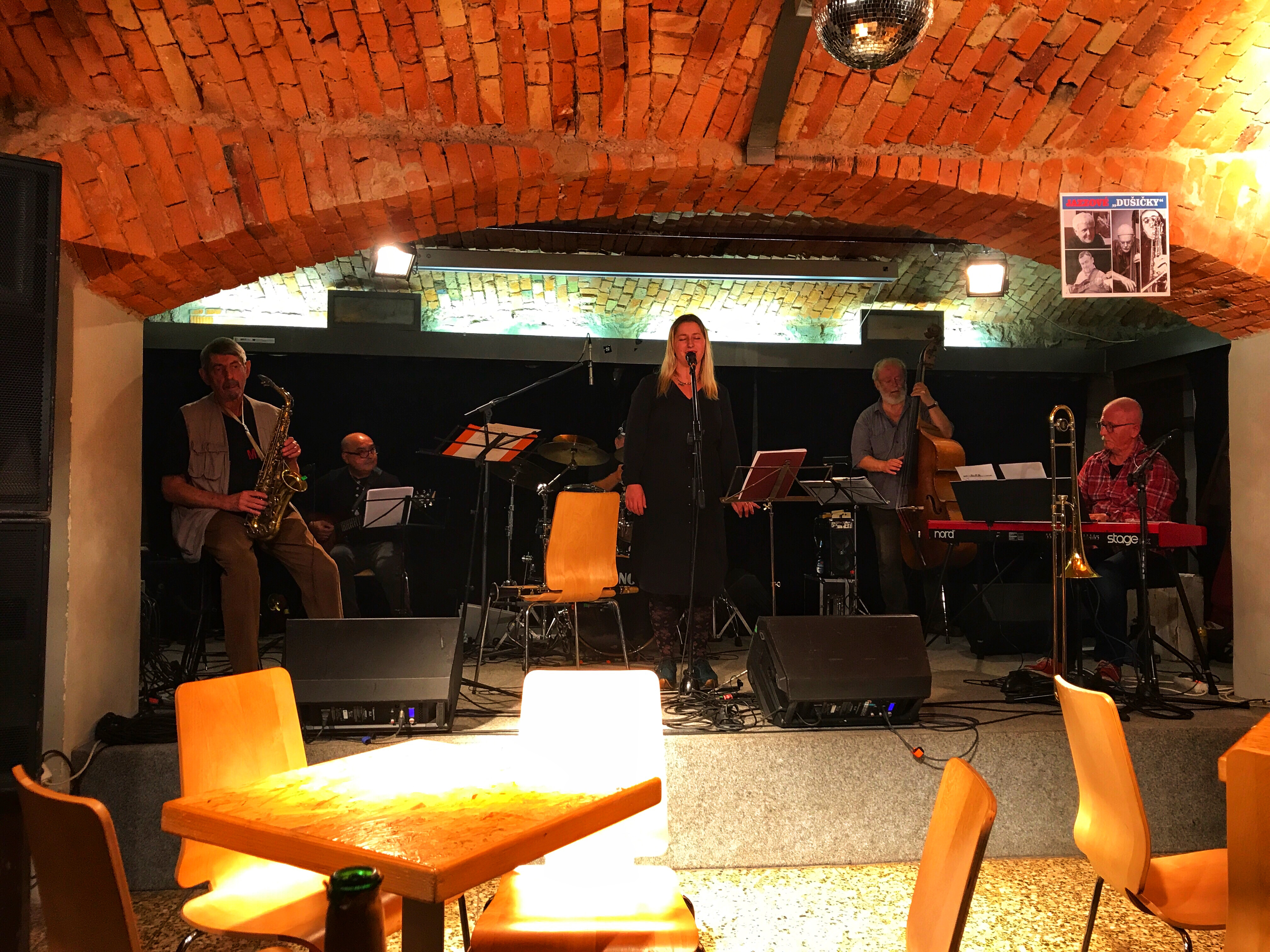
Těšínské jazzové dušičky, vzpomínka na zesnulé jazzmany
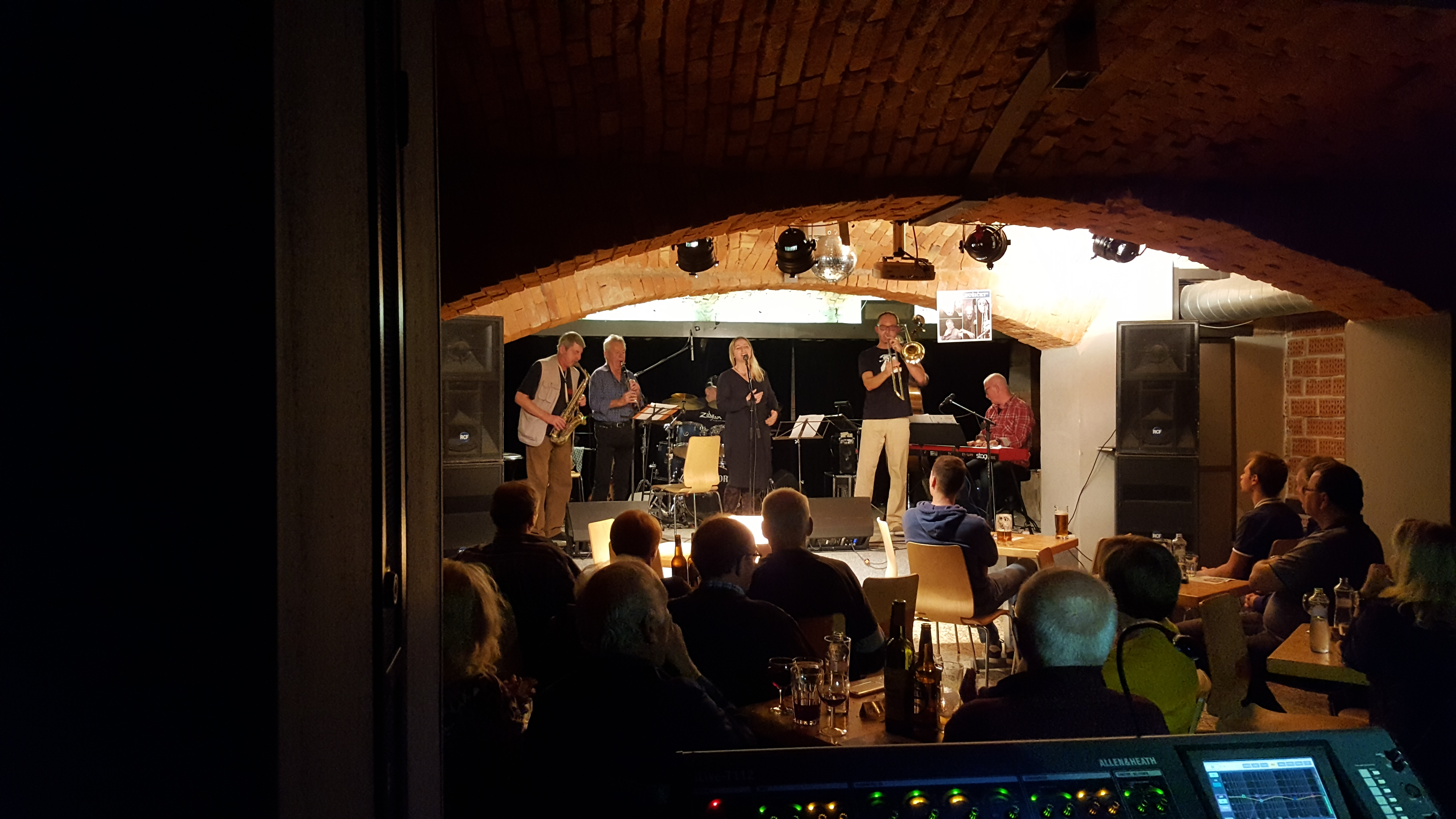
Vzpomínka na zesnulé těšínské jazzmany v Jazzklubu Střelnice
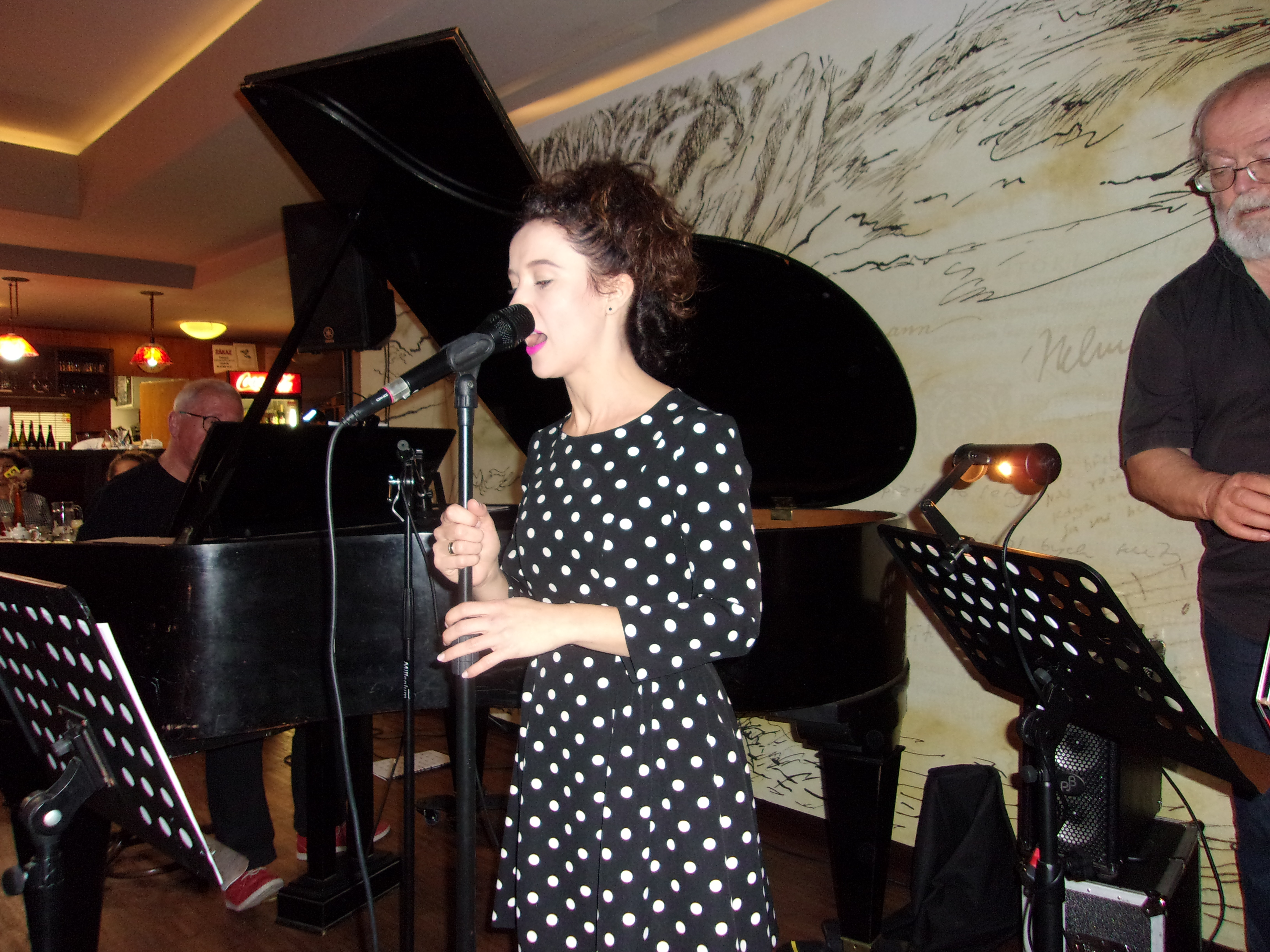
Ela Tanistra
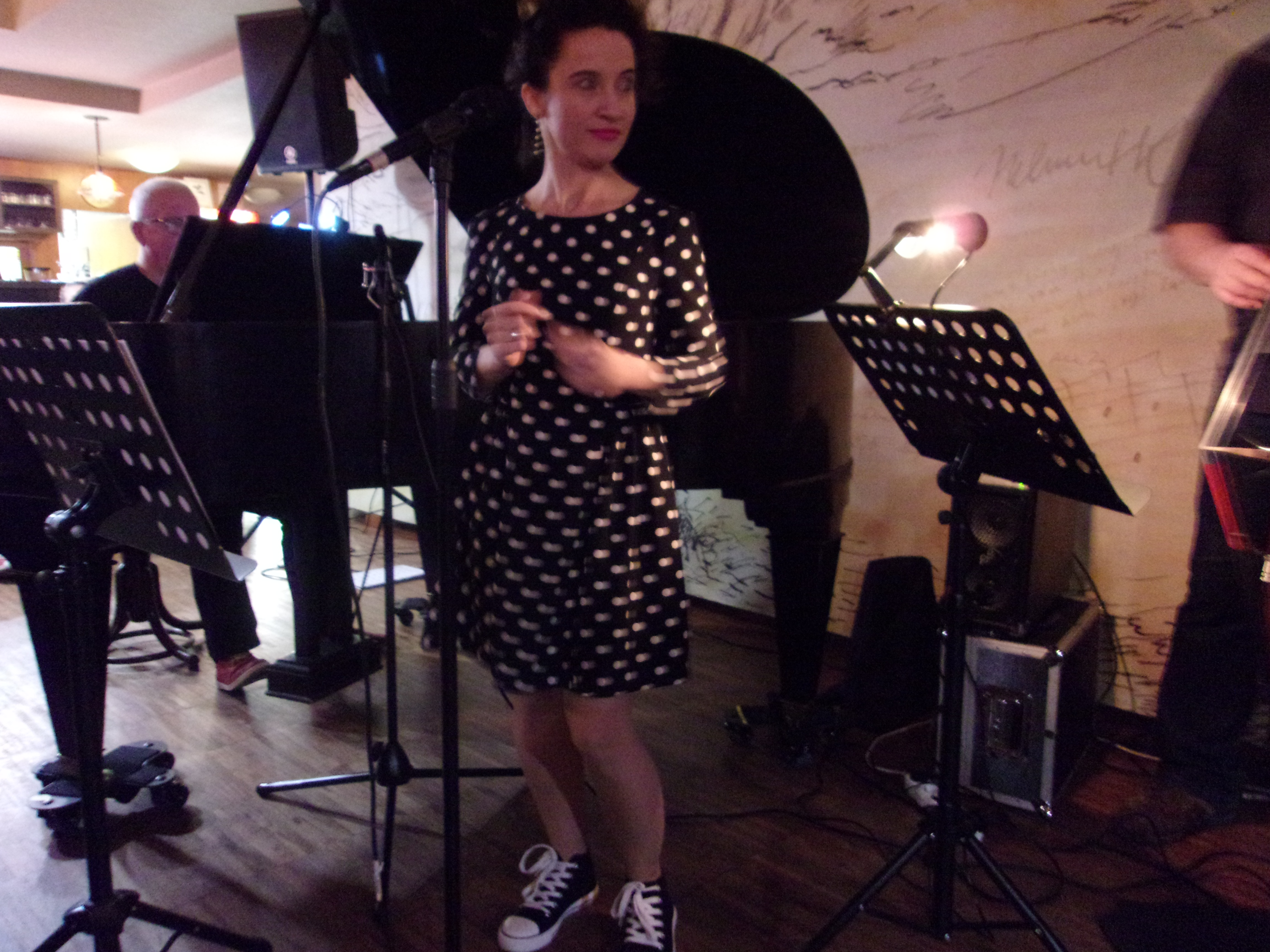
Ela Tanistra v Avionu
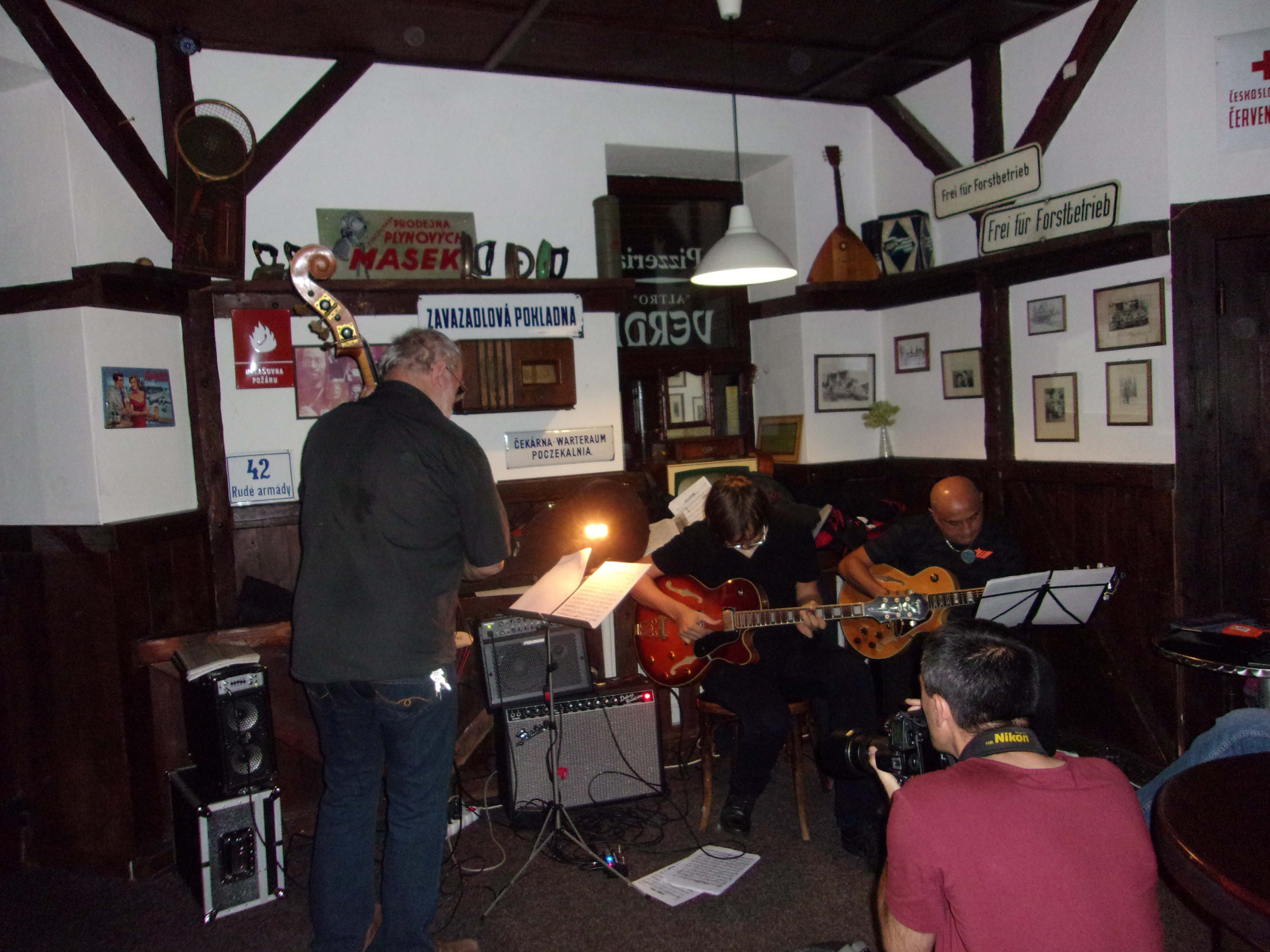
Štěpán Gažík trio
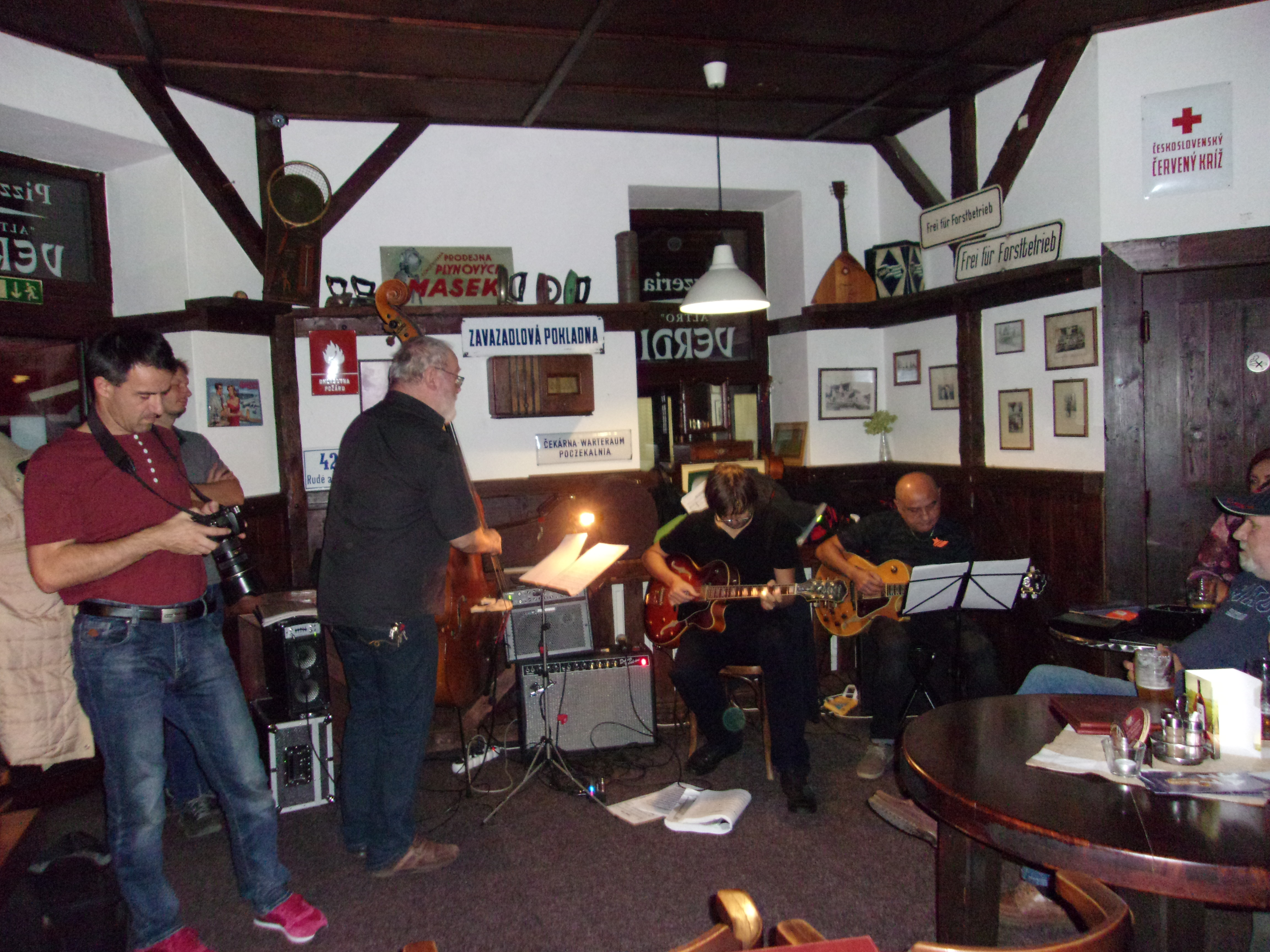
Štěpán Gažík trio v pizzerii Verde
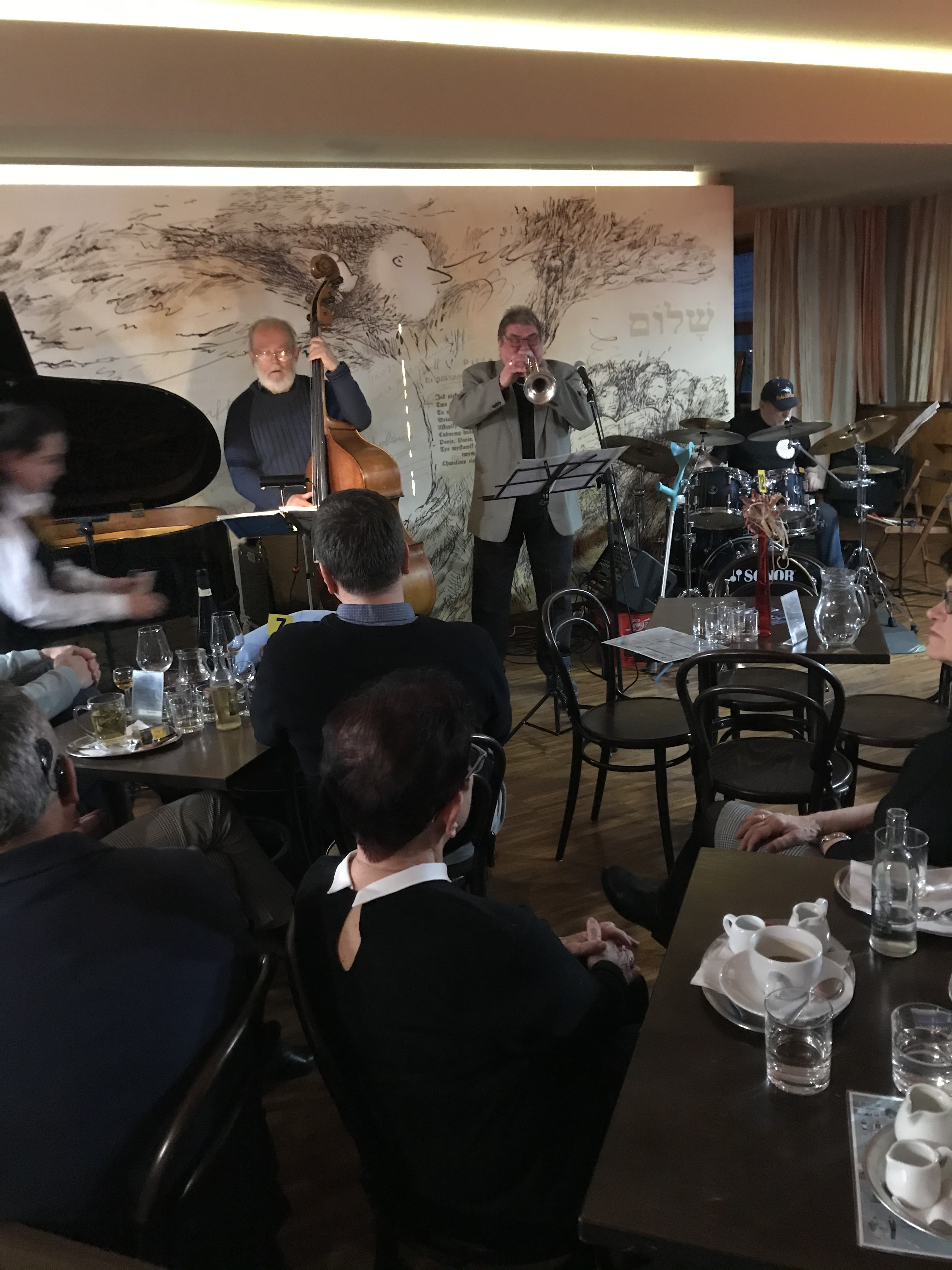
Milan „Míša" Michna v Avionu